# Broken Heels
Broken Heels è il terzo singolo della cantante R&B britannica Alexandra Burke, pubblicato l'8 gennaio 2010 dall'etichetta discografica Syco ed estratto dall'album di debutto della cantante, Overcome, pubblicato alcuni mesi prima.
La canzone è stata scritta da Savan Kotecha, RedOne e Bilal "The Chef" Hajji ed è stata prodotta da RedOne. Le vendite del singolo nel Regno Unito ammontano a più di 270.000.

## Tracce
Download digitale
1. Broken Heels (Cutmore club mix)
2. Broken Heels (Single mix)

CD singolo
1. Broken Heels

## Classifiche
| Classifica (2010) | Posizione massima |
| ----------------- | ----------------- |
| Europa            | 26                |
| Irlanda           | 5                 |
| Polonia           | 3                 |
| Regno Unito       | 8                 |
| Slovacchia        | 17                |